# Gwiazda Polarna (czasopismo)
Gwiazda Polarna – dwutygodnik polonijny, wydawany od września 2024 roku przez HJP Services, LLC w Rochester, w stanie Michigan. Zarejestrowana w Library of Congress.
„Gwiazda Polarna” jest najstarszą niezależną gazetą polskojęzyczną wydawaną w Stanach Zjednoczonych. Ukazywała się od 1908 roku do 2024 roku w Stevens Point, w stanie Wisconsin. Od 1 września przeniesiona do Rochester w stanie Michigan i wydawana przez Jolantę Halaczkiewicz i Piotra J. Halaczkiewicz. Treść głównych artykułów jest zróżnicowana – z dominacją problematyki politycznej, historycznej i kulturalnej, dotyczącej głównie Polski, Polonii, Kanady i Stanów Zjednoczonych. Gazeta stara się zachować bardzo zróżnicowany profil tematyczny i dotrzeć do możliwie szerokiego grona czytelników.
Niezależność „Gwiazdy Polarnej” ma polegać na nieangażowaniu w bieżące spory pomiędzy różnymi odłamami Polonii amerykańskiej, a tym bardziej niepopieraniu któregokolwiek z nich.

## Pochodzenie tytułu „Gwiazda Polarna”
Nazwa pisma powstała w wyniku konkursu rozpisanego przez pierwszą redakcję. Wygrała wówczas propozycja „Gwiazda Północna”, którą zamieniono na „Polarną”. Uważano ją za nazwę symboliczną. Jak niegdyś wiodła ona starych żeglarzy do nowych, nieznanych lądów, tak prowadzić miała naszych emigrantów do ziemi amerykańskiej, gdzie nadal powinna być ich wierną przewodniczką. Przeciwnikom tej nazwy pierwszy redaktor „Gwiazdy Polarnej”, Paweł Klimowicz, odpowiadał w sposób następujący: „Nie podoba się pewnym zazdrosnym pismakom nazwa naszej gazety. Nie dziwię się przecież temu, bo ich żółć zalewa, że >Gwiazda Polarna< odbiera im własnych czytelników. Może to ich jednak obudzi z lenistwa i nauczy, jak trzeba redagować dobre pismo. >Gwiazda Polarna< i w tym może być dla nich >Gwiazdą Przewodnią<“.

## Historia czasopisma
Początek eksplozji polskich wydawnictw w USA dały lata 1887-1888, od którego to czasu zaczęły ukazywać się takie pisma jak: pierwsze czasopismo w języku polskim pt. „Echo z Polski” w Nowym Jorku (1863), „Orzeł Polski” (1870), „Kuryer Polski” w Milwaukee, „Dziennik Chicagoski” (pisownia oryginalna), „Gazeta Polska” w Chicago (1873), „Gazeta Polska Katolicka” w Detroit (1873), „Zgoda” (1881), „Polak w Ameryce” w Buffalo (1888), „Kurier” w Bostonie, „Wiara i Ojczyzna” (1891), „Wiadomości Codzienne” w Cleveland, „Naród Polski” w Filadelfii (1896), „Dziennik Związkowy” w Chicago (1908), „Robotnik Polski” w Nowym Jorku (1908), „Dziennik Polski” w Detroit, „Gwiazda Polarna” w Stevens Point. W początku XX w. nakład licznych pism reprezentujących wszystkie polityczne i społeczne nurty Polonii wynosił 200 tys. egzemplarzy.
Od 1908 r. „Gwiazda Polarna” funkcjonowała na rynku prasowym jako dodatek do „Rolnika” (The Farmer), pisma założonego w 1891 roku przez Zygmunta Huttera i Teofila Krutzę, ukazującego się lokalnie dla polskich emigrantów z okolic Stevens Point od 1892 do 1960 roku. Po wydaniu 50 numerów 1 października 1909 r. właściciele – bracia Józef i Stefan Worzałowie – dokonali uniezależnienia tytułu gazety i „Gwiazda Polarna” zaczęła prowadzić całkowicie samodzielną działalność. Założona przez nich spółka „Worzalla Publishing Company” prowadziła gazetę aż do 1985 r., kiedy została sprzedana firmie Grahama Core’a z Chicago. W roku 1989 odkupiła ją spółka „Point Publications, Inc. Co.”, której właścicielami byli David L. Stewart i Małgorzata Terentiew-Ćwiklińska, redaktor naczelna gazety.
Nakład czasopisma w pierwszym roku jego istnienia wynosił około 6000 egzemplarzy, szczyt powodzenia przyszedł w latach 1929–1930 – 90 tysięcy, po czym w okresie Wielkiego Kryzysu nastąpił gwałtowny spadek do 20 tysięcy w 1934 r. W czasie II wojny światowej „Gwiazda Polarna” rozchodziła się w ilości 17 tysięcy egzemplarzy i poziom ten, oscylując pomiędzy 16 a 20 tysiącami, zachowała prawie do końca lat osiemdziesiątych. W końcu lat 90. ubiegłego wieku wydawana była w nakładzie około 8 tysięcy egzemplarzy, z czego 5400 rozchodziło się w prenumeracie, obejmującej teren praktycznie całych Stanów Zjednoczonych.
Raz w miesiącu do „Gwiazdy Polarnej” ukazywał się angielskojęzyczny dodatek pt. „GP Light”.

## Redakcja „Gwiazdy Polarnej”
Wydawcami są Jolanta i Piotr Halaczkiewicz. Redaktorem naczelnym jest Edward Dusza. Poprzednimi redaktorami naczelnymi byli m.in.: Jacek Hilgierd, Alfons Hering, Paweł Klimowicz, Franciszek Kmietowicz, Małgorzata Terentiew-Ćwiklińska, Leszek Zieliński.
Dziennikarzami, redaktorami i współpracownikami czasopisma byli m.in.: Józef A. Białasiewicz, Stanisław Brudnicki, Zbigniew Celanowski, Zbigniew Chałko, Cezary Chlebowski, Ludwika Czerska, Jan Fryling, Wiesław Horabik, Aleksander Janta-Połczyński, Tadeusz Katelbach, Mirosława Kruszewska, Wacław Iwaniuk, Szymon Laks, Józef Mackiewicz, Wojciech Płazak, Zbigniew Rabsztyn, Tadeusz Samulak, Leszek Szymański, Adam Tomaszewski, Barbara Toporska, Piotr Krystian Domaradzki.